# Zhongjianosaurus
Zhongjianosaurus é um gênero de dromeossaurídeo pertencente à Microraptoria. Acredita-se que seja originário da Formação Yixian, especificamente do meio da Biota Jehol, é o menor microraptorino conhecido até agora descoberto e um dos menores dinossauros terópodes não-aviários.

## Descrição
Zhongjianosaurus é distinguível de membros do seu clado nas seguintes autapomorfias: Processos em formato de unha ossificados proporcionalmente longos são fundidos às costelas dorsais. Uma fúrcula amplamente arqueada está presente com ramos claviculares delgados e curvados posteriormente. A extremidade proximal do úmero é fortemente deslocada medialmente a partir da diáfise do mesmo. A tuberosidade interna da extremidade proximal do úmero é curta. Uma grande janela perfura a crista deltopeitoral umeral. O côndilo ulnar do úmero está hipertrofiado. A ulna é ligeiramente mais longa que o úmero. O processo do olécrano ulnar tem uma margem posterior comprimida mediolateralmente. A extremidade distal ulnar dobra-se anteriormente e é fortemente expandida lateralmente. A extremidade proximal do metacarpo II tem uma forte extensão ventrolateral. O metacarpo III é curvado lateralmente e adornado com um sulco ventral longitudinal. O Phalanx II-2 não possui lábio próximo-dorsal e não apresenta forte arqueamento dorsal. A cabeça femoral é robusta e mais baixa que a crista trocantérica. O côndilo medial da extremidade distal do tibiotarso tem uma extensão distal proeminente. O pé mostra a condição arctometatarsaliana. O metatarso II não possui junta de dobra em sua extremidade distal. Os autores identificam os dedos na mão de membros de Maniraptora como o segundo, terceiro e quarto.
A cauda articulada tem extensões semelhantes a varas de pré-tefilofias e chevrons característicos da maioria dos dromeossaurídeos, e estes chegam quase aos caudais mais anteriores. O esterno é grande, com um comprimento máximo anteroposterior 56% do comprimento femoral e é longo axially em proporção. A fusão óssea na escápula, vértebras, coracóides e tarsos sugerem que o espécime é um adulto maduro pesando 0,31 kg, tornando-se um dos menores terópodes não-aviários conhecidos até agora descobertos.

## Descoberta e nomeação

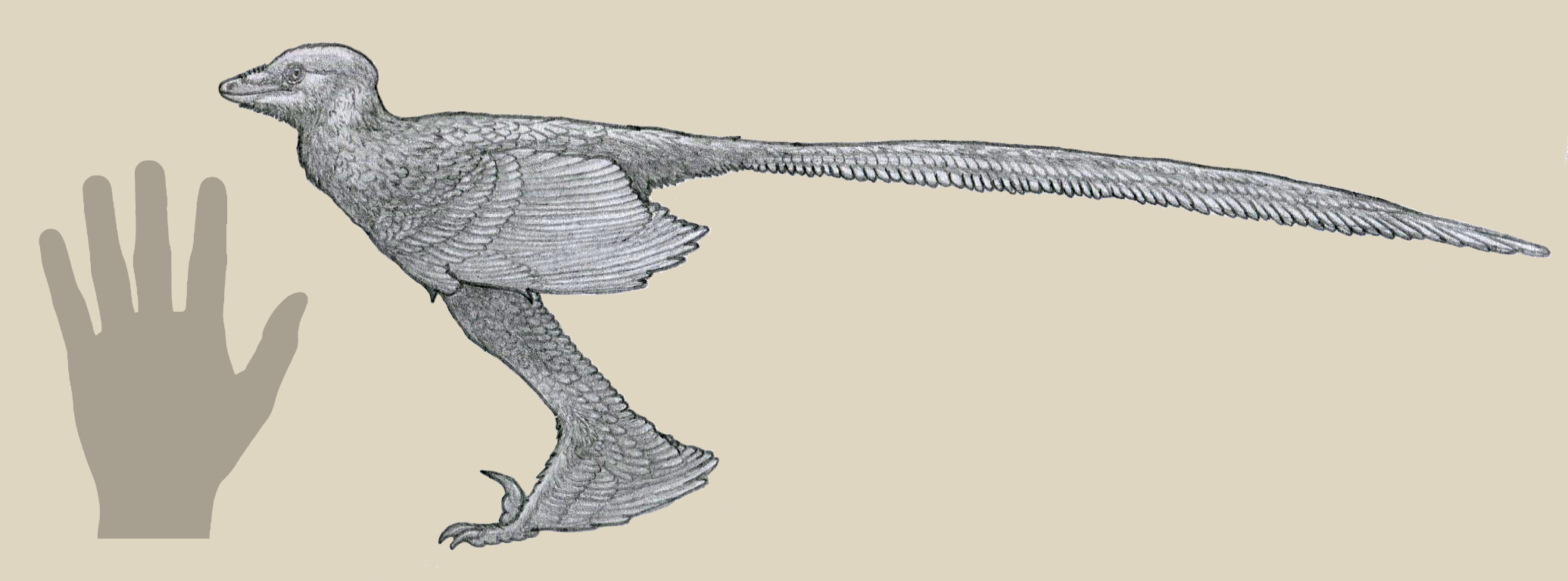
Restauração artística mostrando tamanho do Zhongjianosaurus comparado a mão humana

Zhongjianosaurus foi relatado pela primeira vez em 2009, quando uma nova espécie baseada em um espécime composto por um esqueleto articulado pós-craniano parcial foi recuperada dos depósitos do lago em Sihedang, condado de Lingyuan, no oeste de Liaoning. Foi descrito pela primeira vez por Xu Xing e Qin Zi-Chuan. O gênero e o nome específico homenageiam Yang Zhongjian, fundador da paleontologia de vertebrados na China. O espécime holótipo, rotulado como IVPP V 22775, está atualmente alojado no Instituto de Paleontologia e Paleoantropologia de Vertebrados, em Pequim. Os restos mortais do espécime preservam as quatro vértebras cervicais mais posteriores (provavelmente 7-10 em relação à colocação). Sete vértebras dorsais são conhecidas, enquanto oito costelas dorsais são conhecidas do lado esquerdo do espécime em comparação com as cinco preservadas para o lado direito. Cinco processos não cinados deixados também estão preservados. A série caudal de vértebras são representadas por 26 vértebras caudais articuladas, provavelmente faltando apenas a primeira vértebra caudal, provavelmente fazendo uma contagem completa de 27 vértebras caudais na cauda. O esterno é representado pelo que é provavelmente a placa de popa esquerda. Cinco costelas de popa esquerda são preservadas, mais do que são vistas nos gêneros relacionados Microraptor e Sinornithosaurus. A fúrcula também está preservada, assim como os escápulos e coracóides, que são fundidos. Os membros anteriores do Zhongjianosaurus são representados por ambos os úmeros, a ulna esquerda, o rádio esquerdo e um manus esquerdo parcial. Os membros posteriores do espécime, entretanto, são representados por ambos os fêmures, ambos os tibiotarsos e porções de ambos os pés.

## Classificação
Estudos de Xu e Qin colocam Zhongjianosaurus no Dromaeosauridae, e especificamente a Microraptoria, baseada em suas sinapomorfáricas.

## Paleobiologia
A descoberta do Zhongjianosaurus na Formação Yixian, além de outros oito dromeossaurídeos, sugere que havia uma quantidade suficiente de partição de nicho. O tamanho variável dos diferentes dromeossaurídeos provavelmente indica que eles se concentraram em diferentes tipos de presas e que muitos eram específicos sobre o tipo de presa que consumiam. O particionamento de nicho também pode ter sido auxiliado pela diferenciação nas preferências de habitat. Zhongjianosaurus era, em vista de seu pequeno tamanho, possivelmente onívoro e arbóreo. No entanto, uma compreensão completa da diferenciação de nicho dos dromeossaurídeos de Jehol provavelmente exigirá um conjunto de dados completo da distribuição espacial do tempo dos muitos fósseis de dromeossaurídeos de Jehol e uma melhor compreensão de sua ecologia antes que tais conclusões possam ser totalmente tiradas.